# ميداينا دي بومار
بلدية ميداينا دي بومار (بالإسبانية: Medina de Pomar)‏, هي إحدى بلديات مقاطعة برغش, التي تقع في منطقة قشتالة وليون, والتي تقع في شمال غرب إسبانيا.
يبلغ عدد سكانها 5.777 نسمة وفقاً لإحصائية سنة (2007). وتبلغ مساحتها 205,78 كم2, وبذلك تكون الكثافة السكانية 28,07 نسمة/كم2. وتقع على ارتفاع 583 م عن سطح البحر.

## توأمة  alcazarquiver marreucos
لميداينا دي بومار اتفاقيات توأمة مع كل من:
- Peyrehorade [الإنجليزية]‏
- أسونسيون